# Die Prinzessinnen von New York
Die Prinzessinnen von New York ist das erste Buch aus der The Luxe-Reihe von Anna Godbersen, die seit 2008 beim Ullstein Verlag erscheint.

## Handlung
New York um 1898: Die junge Elizabeth Holland stammt aus einer alten New Yorker Adelsfamilie, des Weiteren ist sie der ganze Stolz ihrer Mutter und wird von hunderten Mädchen bejubelt. Doch ihre Familie, die schon immer reich war, passiert etwas Schreckliches- der Vater stirbt und somit treten Probleme auf. Obwohl die Hollands aus einem holländischen Adelshaus stammen, hat der Vater Schulden hinterlassen und seine Witwe hat keine Möglichkeit, diese zu beseitigen.
Somit kommt ihr Elizabeth in den Sinn, sie soll den reichen Junggesellen Henry Schoonmaker heiraten, der genügend Geld in die Familie bringen würde. Doch davon weiß Liz noch nichts, mit ihrer besten Freundin Penelope und ihrer maskulinen Schwester Diana vergnügt sie sich und genießt ihre Jugend mit reichlich Champagner. Doch Liz ist bei Weitem nicht so oberflächlich, wie es ihr nachgesagt wird, schon seit einigen Jahren ist sie in den Stallburschen William verliebt, mit dem sie durchbrennen möchte. Diana verachtet ihre große Schwester, die von allen wegen ihrer Schönheit bewundert wird, sie selbst möchte gerne ein Mann sein, oder zumindest eine Frau, die über sich selbst bestimmt. Das ist aber nicht so einfach bei einer erzkonservativen Familie, die an nichts anderem interessiert ist als an einem guten Namen, einem guten Ruf und altem Geld. Auch Penelope Hayes ist nicht so nett und loyal wie sie tut. Die Familie Hayes ist neureich, sie hat sich erst vor kurzem einen Namen gemacht in der New Yorker High Society, des Weiteren ist sie eifersüchtig auf Elizabeth, die alle wunderbar finden. Sie schlägt ihr einen Deal vor, den keiner von beiden abschlagen kann: Penelope Hayes wird Henry Schoonmaker heiraten, Elizabeth Holland muss sterben.
Henry Schoonmaker liebt allerdings weder Liz, er hält sie für kalt, abweisend und arrogant, aber er liebt auch nicht Penelope. Obwohl er eine Liaison mit ihr hatte, ist sie für ihn nicht mehr als ein netter Zeitvertreib. Henry Schoonmaker, der wohl größte Dandy der damaligen Zeit, hat sich in die burschikose Diana Holland verliebt und Diana Holland, die sich geschworen hatte, das zu machen, was für sie am besten ist, hat ihr Herz ebenfalls an ihn verschenkt. 
Penelope, die geborene Intrigantin, plant alles genau. Elizabeth soll kurz vor ihrer Hochzeit mit der Kutsche ausfahren, dabei sollen die Pferde an einer eisigen Brücke ausrutschen und die arme Liz wird in den Hudson fallen. Leider wird man aber nie die Leiche der wunderschönen Frau finden.
Liz ist von dem Plan nicht sonders begeistert. Obwohl William die Liebe ihres Lebens ist, so ist ihr doch die Familie heilig. Ihre Mutter wird immer kränker, voller Kummer, dass sie ihr geliebter Mann so belogen und betrogen hat, setzt ihr sehr zu. Die Holland-Mädchen bemerken immer mehr die finanzielle Misere meistens auch am eigenen Leib. Im kalten New Yorker Winter, können sie sich kein Brennholz mehr leisten, und ihre wertvollen Gemälde müssen sie ebenfalls für einen geringen Preis abtreten. Doch ihre Liebe zu Will ist stärker, sie geht den Deal ein. Sie verschwindet mit Will und wird für tot erklärt. Für Mrs. Holland ist das die schlimmste Nachricht in ihrem ganzen Leben- ihre kleine Lizzy ist tot, ihre Hoffnung auf ein schönes Leben ist ebenfalls dahin.
Elizabeth Holland wird am Tag ihrer geplanten Hochzeit zu Grabe getragen, das gesamte New York ist in Trauer-sie haben ihre Prinzessin verloren. Diana ist am Boden zerstört, obwohl sie den Charakter ihrer Schwester für schwach hält, so war es doch ihre Schwester die gestorben ist. Am Morgen vor der Beerdigung erhält sie einen Brief, von einem Botenjungen überbracht. Diese Nachricht ist von Liz, in Chicago abgeschickt, in der sie schreibt, dass sie gehen musste, sie konnte nicht Henry heiraten, einen Mann, den sie nicht liebt. Diana ist hingerissen von diesen Worten, ihre Schwester ist kein Schwächling, sondern das mutigste Wesen auf der ganzen Welt! Diana beschließt, dass es sich doch lohnt weiter zu leben, für ihre Liebe zu kämpfen und für ihre Mutter zu sorgen. Mit einem Lächeln auf den Lippen stürmt sie in den Trauersaal, die Locken wild um den Kopf. Diana Holland wird nicht aufgeben, sie will die neue Prinzessin werden, Penelope den Kampf ansagen und sie wird nicht eher aufgeben, bis sie ihren gewohnten Lebensstandard zurückbekommen hat.
Das Buch beginnt mit der Beerdigung von Elizabeth Holland; dem Leser wird vermittelt, dass sie wirklich tot ist. Jedes Kapitel beginnt mit einem Zeitungsausschnitt aus den Klatschzeitungen der damaligen Zeit. Erst nach und nach erkennt der Leser die Zusammenhänge, wobei Godbersen die Charaktere hervorragend schildert.

## Ausgaben
- Anna Godbersen: Die Prinzessinnen von New York. Ullstein, Berlin 2008, ISBN 978-3-548-26779-1